# Lettlands damlandslag i innebandy
Lettlands damlandslag i innebandy representerar Lettland i innebandy på damsidan.
Laget spelade sin första landskamp den 14 maj 1995, då man förlorade med 0-4 mot Tjeckien i Sursee under Öppna Europamästerskapet.

### Fotnoter
1. ↑  Olsson, Persson, Olsson, Persson. Innebandy. Rabén & Sjögren